# Santa Maria del Divino Amore
Santa Maria del Divino Amore ou Igreja de Santa Maria do Divino Amor é uma igreja de Roma, Itália, localizada no rione Campo de Marte, na vicolo del Divino Amore. É dedicada atualmente a Nossa Senhora. Era conhecida antigamente como Santi Cecilia e Biagio ou Igreja dos Santos Cecília e Brás. 
É parte da paróquia de San Lorenzo in Lucina.

## História
O nome de Santa Cecília tem origem numa duplicidade de uma tradição errada segundo a qual a igreja teria sido construída sobre a casa da santa do Trastevere, no porão da qual ela pregava. Na realidade, o mais antigo documento a fazer referência a esta igreja é uma inscrição numa lápide de mármore, encontrada no século XVII sob altar, que diz: "Hec est domus here orabat Sancta Cecilia MCXXXI consacravit" ("Esta é casa onde pregou Santa Cecília, consagrada em 1331").
Em 1575, a igreja foi entregue aos cuidados da guilda dos fabricantes de colchões, que emendaram o antigo título acrescentando São Brás, seu padroeiro. No pontificado do papa Bento XIII, a igreja foi completamente reconstruída com base num projeto de Filippo Raguzzini (1729). 
Em 1802, o papa Pio VII entregou a igreja para a Confraria do Divino Amore (moderna "Arquiconfraria do Santíssimo Sacramento e da Madona do Divino Amore"), que tem sua sede no local e da qual deriva o nome atual da igreja.
Da igreja medieval resta a torre sineira, do século XI. O interior é composto por uma nave única, coberta por uma abóbada de berço afrescada no século XIX.

## Galeria

Imagens da igreja
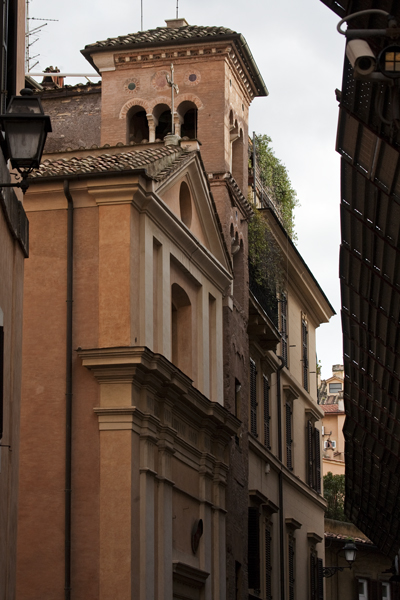
Detalhe da fachada e o campanário.
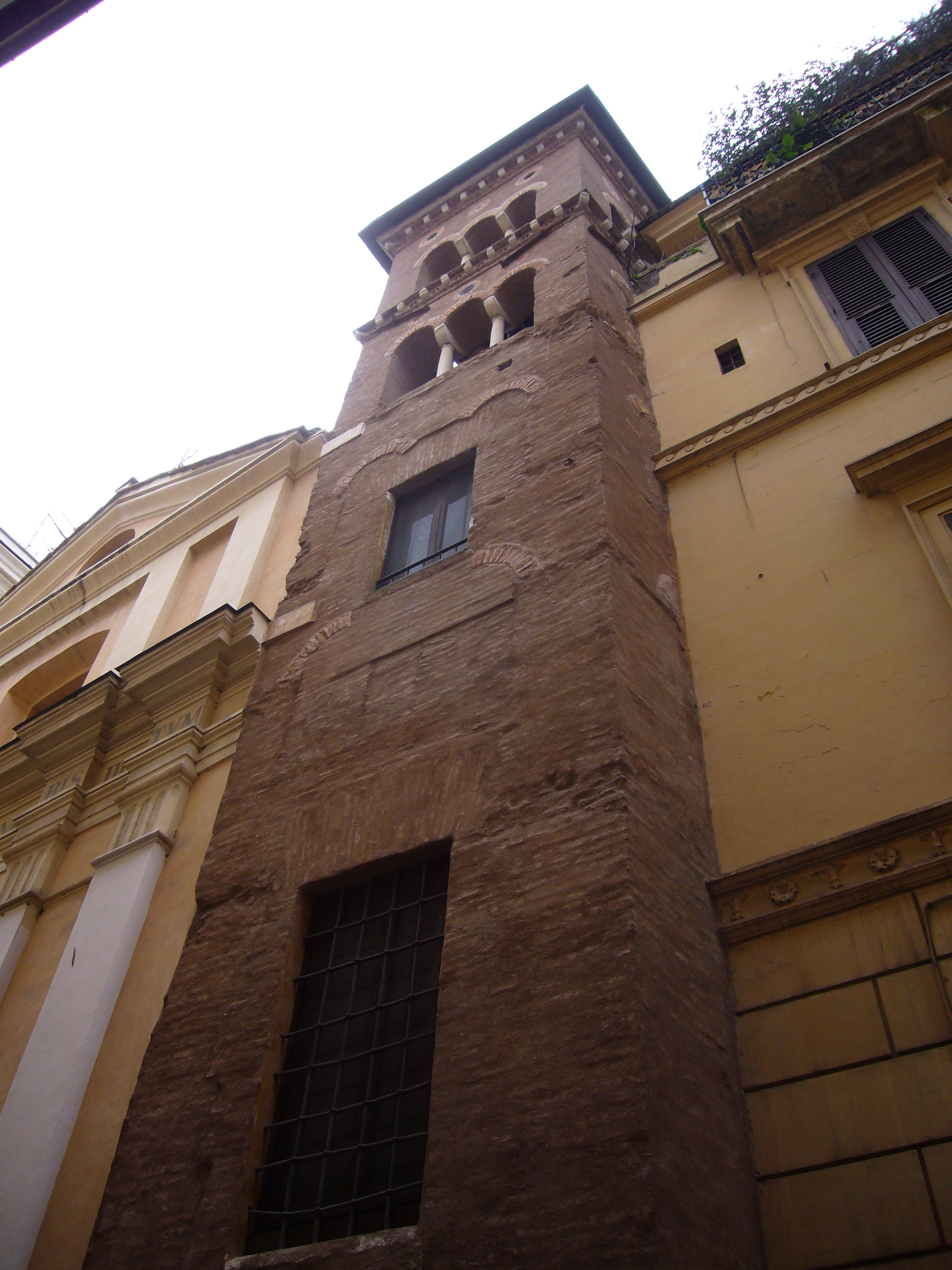
Campanário medieval.
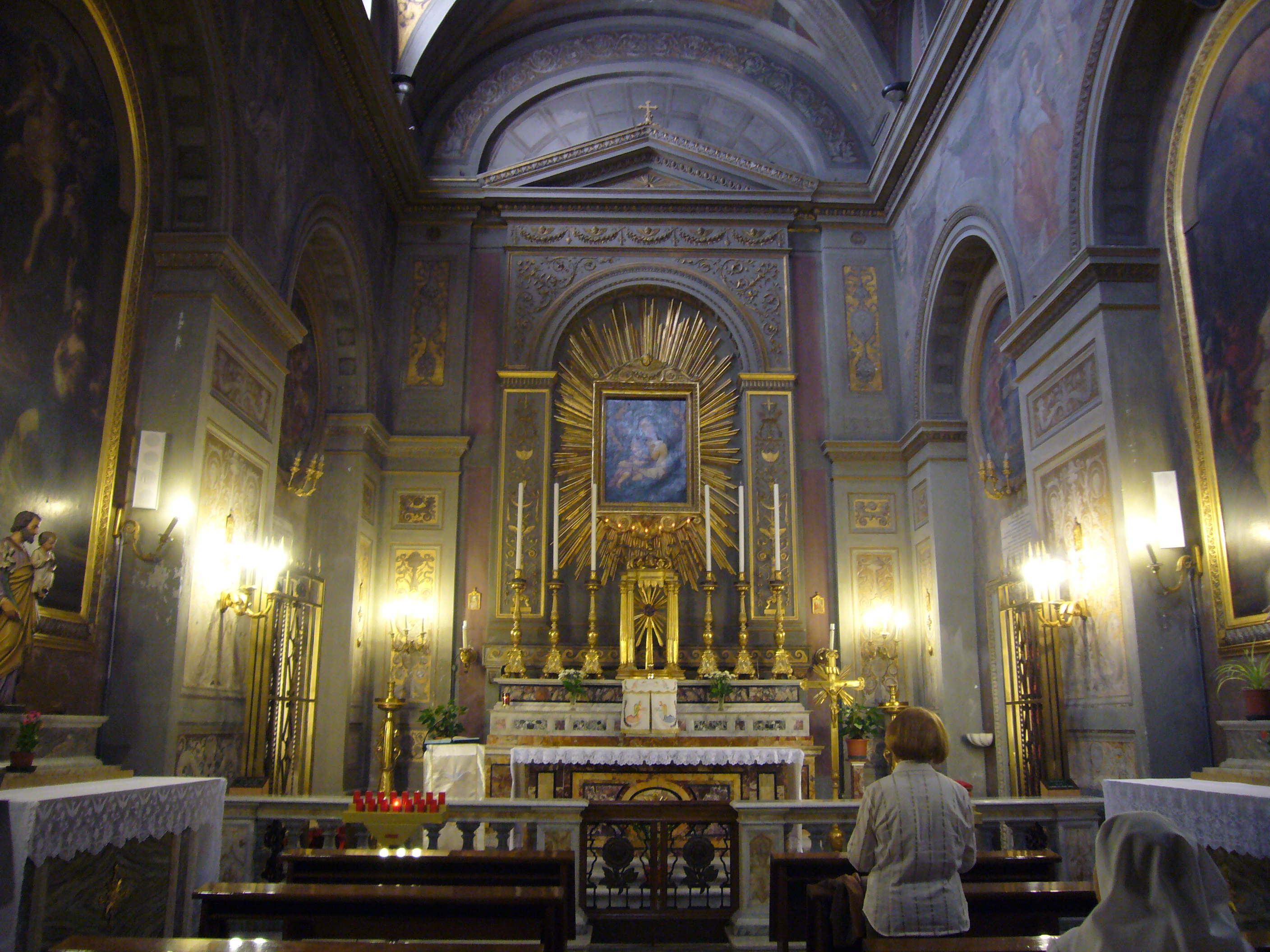
Interior e o altar-mor.
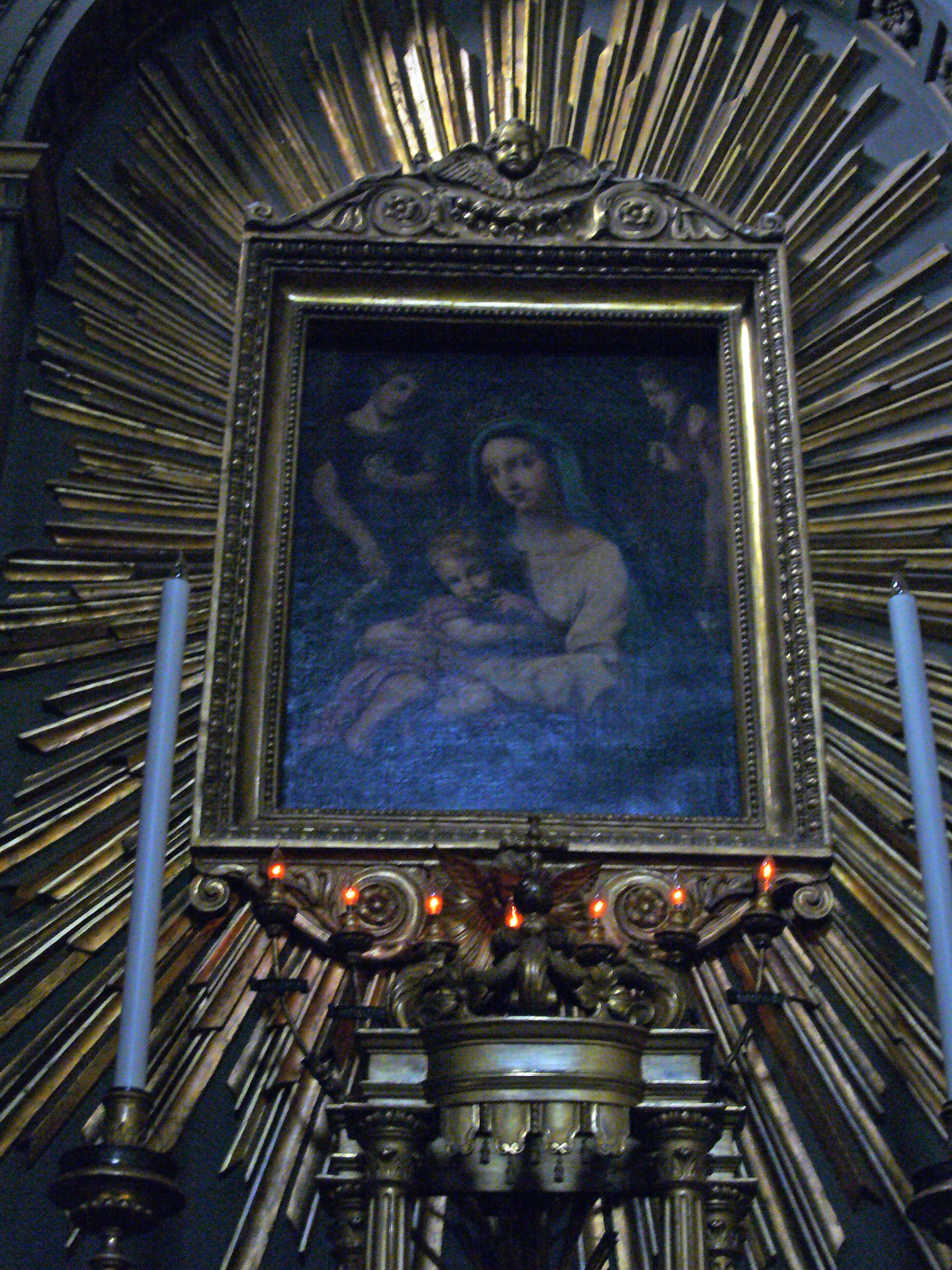
Peça-de-altar do altar-mor.